# Bang Si-hyuk
Bang Si-hyuk (n. 9 august 1972, Seul, Coreea de Sud), cunoscut și ca "Hitman" Bang (stilizat "hitman" bang), este un compozitor și producător coreean. El este fondatorul și președintele companiei Hybe Corporation (anterior Big Hit Entertainment).

## Tinerețe
El s-a născut în timpul unei dictaturi militare, într-o familie de elită–tatăl său, Bang Geuk-yoon, a fost președintele unei organizații guvernamentale pentru drepturile muncitorilor, iar mama, Choi Myeong-ja, era o absolventă de literatură engleză a Universității Naționale din Seul (SNU).
După terminarea studiilor la Liceul Kyunggi, Bang a urmat dorința părinților și s-a înscris la Universitatea Națională din Seul, unde a obținut o licență în estetică.

## Carieră
Bang a debutat ca și compozitor în timpul anilor petrecuți la universitate.
L-a întâlnit pe Park Jin-young la mijlocul anilor '90, iar cei doi au lucrat adesea împreună. Când Park și-a fondat propria casă de discuri, JYP Entertainment, Bang s-a alăturat companiei ca producător, aranjator și compozitor. Unul dintre succesele lor timpurii a fost g.o.d, o trupă de băieți din prima generație de K-pop, cei doi fiind responsabili de producția albumului de debut al grupului, Chapter 1. Bang s-a ocupat de aranjarea instrumentației și a muzicii, iar Park a servit ca producător și compozitor. One Candle și Road sunt două dintre cele mai populare melodii ale trupei g.o.d, care au fost aranjate de către Bang Si-hyuk. Numele său de scenă, "Hitman", își are originea în această perioadă, când g.o.d s-a bucurat de succes ca una dintre cele mai bine vândute și populare trupe din țară, la începutul anilor 2000, câștigându-le lui Bang și Park titlul de "creatori de hit-uri".
Pe lângă g.o.d, Bang a produs sau a compus pentru artiști cum ar fi veteranii Im Chang-jung și Park Ji-yoon, solistul Rain, grupurile Wonder Girls, 2AM și Teen Top, cântăreața R&B Baek Ji-young, și mulți alții.
În 2005, Bang Si-hyuk a părăsit JYP Entertainment și și-a fondat propria agenție, Big Hit Entertainment, unde a continuat să compună și să producă pentru artiștii companiei sale—în 2016, el a co-produs șase dintre melodiile din Wings, un album al BTS, care a fost aclamat de critici. Succesul acestui album i-a adus lui Bang premiile Best Executive Producer Award la Mnet Asian Music Awards și Songwriter Award la Melon Music Awards. În 2019, datorită realizărilor trupei BTS, el a fost numit unul dintre "Liderii Industriei Muzicale Internaționale" de către Variety.

## Recunoaștere

### Premii
| Ceremonie de premiere        | An   | Categorie                                         | Rezultat |
| ---------------------------- | ---- | ------------------------------------------------- | -------- |
| Melon Music Awards           | 2009 | Songwriter Award                                  | Câștigat |
| Mnet 20's Choice Awards      | 2010 | 20's Most Influential Stars Award                 | Câștigat |
| Korea Music Copyright Awards | 2011 | Best Lyricist (Ballad)                            | Câștigat |
| Korea Music Copyright Awards | 2011 | Best Songwriter (Ballad)                          | Câștigat |
| Korea Music Copyright Awards | 2011 | Masterpiece Award                                 | Câștigat |
| Asia Artist Awards           | 2016 | Best Producer Award                               | Câștigat |
| Melon Music Awards           | 2016 | Songwriter Award                                  | Câștigat |
| Mnet Asian Music Awards      | 2016 | Special Awards Category – Best Executive Producer | Câștigat |
| Golden Disc Awards           | 2017 | Best Producer                                     | Câștigat |
| Gaon Chart Music Awards      | 2017 | Producer of the Year                              | Câștigat |
| Korea Content Awards         | 2017 | Presidential Commendation                         | Câștigat |
| Seoul Music Awards           | 2018 | Producer Award                                    | Câștigat |
| Genie Music Awards           | 2018 | Producer Award                                    | Câștigat |
| Mnet Asian Music Awards      | 2018 | Producer of the Year                              | Câștigat |
| Edaily Culture Awards        | 2018 | Frontier Award                                    | Câștigat |
| Pony Chung Innovation Awards | 2020 | Innovation Award                                  | Câștigat |
| Mnet Asian Music Awards      | 2020 | Best Executive Producer of the Year               | Câștigat |

### Liste
| Publicație | An   | Listă                                   | Plasare |
| ---------- | ---- | --------------------------------------- | ------- |
| Billboard  | 2018 | International Power Players – Recording | Plasat  |
| Billboard  | 2019 | New Power Generation: 25 Top Innovators | Plasat  |
| Billboard  | 2019 | International Power Players – Recording | Plasat  |